# Pierre-André Latreille

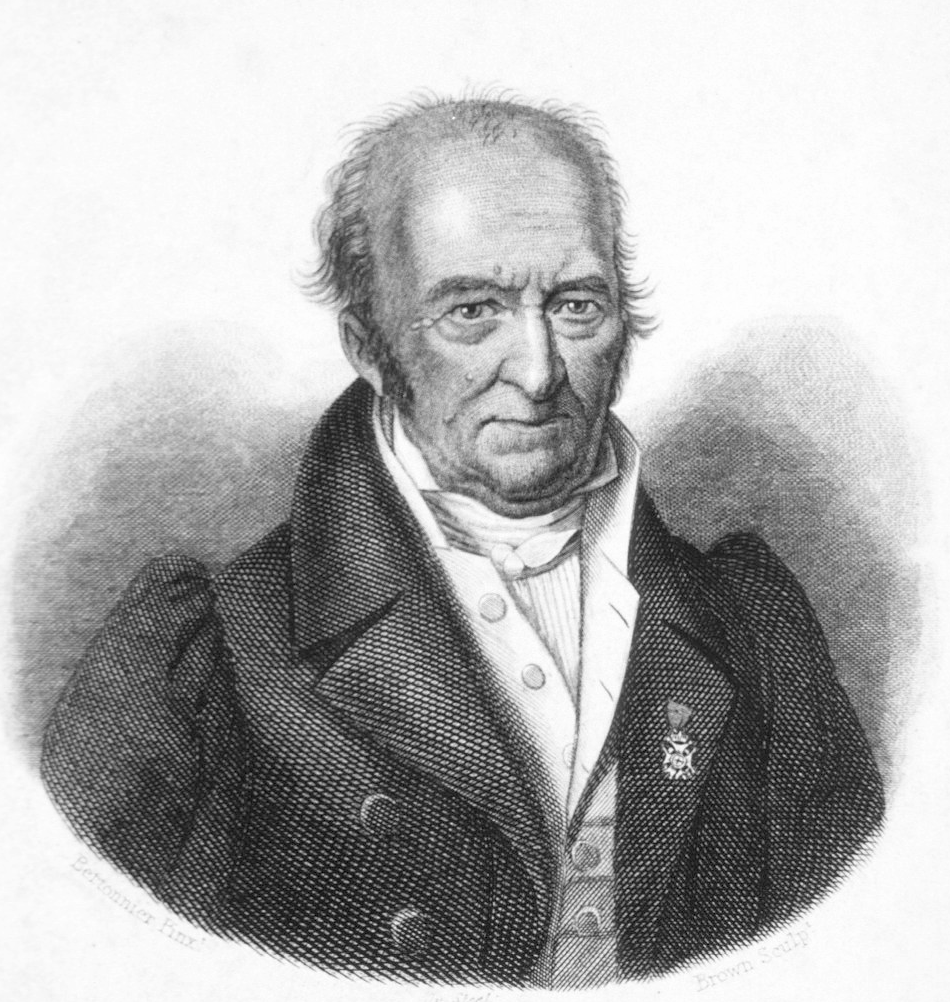
Pierre-André Latreille

Pierre-André Latreille (ur. 20 listopada 1762 w Brive-la-Gaillarde, zm. 6 lutego 1833 w Paryżu) – francuski entomolog i arachnolog.
31 stycznia 1832 założył w Paryżu Towarzystwo Entomologiczne Francji (Société entomologique de France). Po śmierci Latreille'a funkcję prezydenta Towarzystwa przejął Amédée Louis Michel Lepeletier.
W latach 1796–1833 Latreille wydał wiele publikacji, które uczyniły go ojcem nowoczesnej entomologii. Opisał po raz pierwszy wiele gatunków. Miał wielki wkład w rozwój nowoczesnej systematyki biologicznej. W Histoire naturelle générale et particulière des crustacés et insectes zaproponował i uzasadnił konieczność wprowadzenia szczebla rodziny (łac. familia).

## Publikacje
- Précis des caracteres generiques des insectes, disposes dans un ordre naturel (Paris-Brive, 1796)
- Histoire naturelle générale et particulière des crustacés et insectes (14 tomów, 1802–1805)
- Genera crustaceorum et insectorum, secundum ordinem naturalem ut familias disposita (4 tomy, 1806–1809)
- Considérations sur l'ordre naturel des animaux composant les classes des crustacés, des arachnides, et des insectes (1810)
- Les crustacés, les arachnides, les insectes w (G. Cuvier Le règne animal distribue d'apres son organisation, pour servir de base à l'histoire naturelle des animaux et d'introduction a l'anatomie Paris, Deterville).
- Familles naturelles du règne animal, exposés succinctement et dans un ordre analytique (1825)
- Cours d’entomologie (z którego ukazał się tylko pierwszy tom, 1831)
- Rozdziały poświęcone Crustacés, Arachnides, Insectes w G. Cuvier Règne animal
- Opracowanie wielu tematów w Annales du Museum, Encyclopedie méthodique, Dictionnaire classique d'histoire naturelle i in.